# Мері Енгл Пеннінгтон
Мері Енгл Пеннінгтон (8 жовтня 1872 — 27 грудня 1952) — американський хімік-бактеріолог та інженер холодильного обладнання.

## Молодість і освіта
Мері Енгл Пеннінгтон народилася в Нешвіллі, Теннессі у сім'ї Генрі та Сари Малоні Пеннінгтонів. Невдовзі після її народження батьки переїхали до Філадельфії, штат Пенсільванія, та оселилися неподалік від родичів Сари, квакерів. Її молодша сестра Гелен народилася у 1878 році. Мері Пеннінгтон рано почала проявляти інтерес до хімії. Вона вступила до Пенсильванського університету у 1890 році. Вона виконала вимоги для здобуття ступеня бакалавра хімії з другорядними спеціальностями ботаніка та зоологія у 1892 році. Однак, у той час Університет Пенсільванії не видавав дипломи жінкам, тому вона отримала лише сертифікат.
Пеннінгтон здобула ступінь доктора філософії в Університеті Пенсільванії у 1895 році. Її дипломна робота мала назву «Похідні колумбію та танталу». У 1895—1896 роках вона була науковим співробітником на факультеті ботаніки у своїй альма-матер. У 1897—1899 роках вона була стипендіатом відділу фізіологічної хімії в Єльському університеті, де проводила дослідження з фізіологічної хімії разом з доктором Лафайєтом Менделем і доктором Расселом Чіттенденом. У 1898 році вона заснувала Філадельфійську клінічну лабораторію. Того ж року отримала посаду директора клінічної лабораторії Жіночого медичного коледжу Пенсільванії. З 1898 до 1901 рік вона працювала науковим співробітником на кафедрі гігієни Пенсільванського університету і була бактеріологом у Філадельфійському бюро охорони здоров'я. На своїй посаді в Бюро охорони здоров'я вона відіграла важливу роль у покращенні санітарних стандартів поводження з молоком і молочними продуктами.

## Подальше життя
Пеннінгтон померла 27 грудня 1952 року у Нью-Йорку. Вона похована на цвинтарі Лорел Гілл у Філадельфії, штат Пенсільванія.

## Асоціація з Міністерством сільського господарства США
У 1905 році Пеннінгтон почала працювати у Міністерстві сільського господарства США хіміком-бактеріологом. Директор Бюро хімії Гарві В. Вайлі порадив їй подати заявку на посаду керівника Лабораторії досліджень харчових продуктів, яку щойно створили для забезпечення виконання Закону про чисті харчові продукти та ліки 1906 року. Вона вступила на посаду у 1907 році. Одним із її головних досягнень стала розробка стандартів безпечної обробки курей, вирощених для споживання людиною. Вона також працювала керівником вивчення конструкції вагонів-рефрижераторів і служила в Військовому управлінні продовольчих товарів Герберта Гувера під час Першої світової війни.

## Інженер з холодильного обладнання та консультант
Участь Пеннінгтон в проєктуванні вантажних вагонів-рефрижераторів у Лабораторії досліджень харчових продуктів викликала інтерес до всього процесу транспортування та зберігання швидкопсувних продуктів, включно з транспортуванням в рефрижераторі та домашнім охолодженням. Під час роботи в лабораторії Пеннінгтон і Говард Кастнер Пірс отримали патент США на суцільнометалеву стійку для охолодження птиці для охолодження та сортування птиці, кроликів і дичини. У 1919 році Пеннінгтон отримала посаду в приватній фірмі American Balsa, яка виготовляла ізоляційний матеріал для холодильних установок. У 1922 році вона залишила фірму та започаткувала власний консалтинговий бізнес, яким керувала до виходу на пенсію у 1952 році. У 1923 році вона заснувала Бюро побутового охолодження для навчання споживачів безпечним методам побутового охолодження. Значну частину її роботи у 1920-х роках підтримувала Національна асоціація виробників льоду (НАВЛ), асоціація незалежних виробників і дистриб'юторів льоду, які доставляли лід додому для використання в кімнатних льодовнях, до широкого поширення електричних холодильників. За підтримки НАВЛ вона опублікувала брошури про безпеку харчових продуктів у домашніх умовах, зокрема «Догляд за дитячою їжею у домашніх умовах» (1925) і «Холод — це відсутність тепла» (1927).

## Публікації та членство
Вона працювала у багатьох наукових і медичних журналах, була членом Американського хімічного товариства та Товариства біохіміків. Вона була членом Американської асоціації сприяння розвитку науки та членом Філадельфійського патологічного товариства Sigma XI та жіночого товариства Kappa Kappa Gamma.

## Нагороди
Мері Енгл Пеннінгтон — лауреатка медалі Гарвана-Оліна, найвищої нагороди жінкам від Американського хімічного товариства. Її зарахували до Національної зали слави жінок та Зали слави ASHRAE. У 1959 році вона була першою жінкою, обраною до Зали слави Товариства історії птахівництва. У 2018 році її зарахували до Національної зали слави винахідників.

## Додаткова література
- Shearer, Benjamin; Shearer, Barbara (1997). Notable women in the physical sciences : a biographical dictionary (вид. 1. publ.). Westport, Conn. [u.a.]: Greenwood Press. ISBN 9780313293030.